# Якоб Ханибал II фон Хоенемс
Якоб Ханибал II фон Хоенемс (на немски: Jakob Hannibal II Graf von Hohenems; * 20 март 1595; † 10 април 1646) е граф от стария род Хоенемс във Вадуц и Шеленберг и Хоенемс между Австрия и Швейцария и военен командир през Тридесетгодишната война.

## Живот
Той е най-големият син на имперски граф Каспар фон Хоенемс (1573 – 1640) и първата му съпруга фрайин Елеонора Филипина фон Велшперг и Примьор (1573 – 1614), внучка на фрайхер Зигизмунд III фон Велшперг-Примьор († 1552), дъщеря на фрайхер Кристоф IV Зигмунд фон Велшперг-Лангенщайн-Примьор († 1580) и фрайин Ева Доротея Луция фон Фирмиан († 1585). Брат е на Франц Мария фон Хоенемс (1608 – 1642), граф на Хоенемс, господар във Вадуц и Шеленберг. Баща му Каспар фон Хоенемс се жени втори път на 3 април 1614 г. за Анна Амалия фон Зулц (1593 – 1658) и той има полубрат Франц Леополд фон Хоенемс (1619 – 1642), граф на Хоенемс, господар на Галарате, домхер в Констанц (1633), Аугсбург и Залцбург (1634).
Якоб Ханибал II служи като полковник през Тридесетгодишната война във войската на Леополд V Австрийски. От декември 1630 г. до края на февруари 1631 г. той е в свитата на ерцхерцог Леополд V, който пътува от Инсбрук през Каринтия до Триест и оттам за Виена. Пътуването е заради придружаването на испанската кралска дъщеря Мария-Анна Испанска по случай нейната женитба с ерцхерцог Фердинанд III Австрийски, по-късният император на Свещената Римска империя. От това време е запазено неговото подробно описване на пътуването.
На 8 или 9 юни 1632 г. той и съпругата му попадат в плен на Швеция. Той е закаран в Исни и след това в Улм.
Якоб Ханибал II фон Хоенемс умира на 51 години на 10 април 1646 г. След смъртта му двамата му сина поемат управлението на наследените територии, през 1654 г. продават графството Галарате на Висконтите и разделят останалата територия.

## Фамилия
Първи брак: на 1 ноември 1616 г. с принцеса Анна Сидония фон Тешен-Грос-Глогау (* 2 март 1598; † 13 март 1619), дъщеря на херцог Адам Венцел фон Тешен (1574 – 1617) и принцеса Елизабет от Курландия († 1601). Те имат една дъщеря:
- Йохана Елеонора фон Хоенемс (* ок. 1618; † сл. 1630)

Втори брак: на 9 декември 1619 г. в Хехинген с принцеса Франциска Катарина фон Хоенцолерн-Хехинген (* ок 1601; † 16 юни 1665, Хоенемс), дъщеря на 1. княз Йохан Георг I фон Хоенцолерн-Хехинген (1577 – 1623) и графиня Франциска фон Залм-Ньофвил († 1619). Те имат четири деца:
- Мария Франциска фон Хоенемс (* ок. 1620), омъжена за граф Леополд фон Волкенщайн-Тростберг
- Карл Фридрих фон Хоенемс (* 11 ноември 1622; † 20 октомври 1675), женен за принцеса Корнелия Луция д'Алтемпс († 1691)
- Анна Катарина фон Хоенемс (* 1626; † 20 октомври 1666, Инцигкофен), омъжена на 13 ноември 1644 г. в Хоенемс за граф Улрих фон Зулц (* 13 юни 1619; † 9 ноември 1650)
- Франц Вилхелм I фон Хоенемс (* пр. 9 януари 1628; † 19 септември 1662, Кур в Швейцария), женен на 14 февруари 1649 г. за графиня Катарина Елеонора фон Фюрстенберг (* 1630; † 15 февруари 1676, Вадуц)